# Trélivan
Trélivan település Franciaországban, Côtes-d’Armor megyében. Lakosainak száma 2875 fő (2022. január 1.). Trélivan Aucaleuc, Bobital, Brusvily, Quévert, Saint-Carné, Trébédan, Vildé-Guingalan és Dinan községekkel határos.

## Népesség
A település népessége az elmúlt években az alábbi módon változott:
| Lakosok száma | 741  | 2202 | 2289 | 2311 | 2574 | 2693 | 2782 | 2862 | 2899 | 2875 |
|               | 1968 | 1982 | 1990 | 2006 | 2013 | 2015 | 2017 | 2019 | 2020 | 2022 |